# Метод дисперсійної рентгенівської спектроскопії за довжиною хвилі
Метод дисперсійної рентгенівської спектроскопії за довжиною хвилі (англ. Wavelength dispersive X-ray spectroscopy, WDXRF чи WDS) — аналітична методика елементного аналізу твердої речовини, що базується на аналізі максимумів за їх розміщенням (довжина хвилі емісії) та інтенсивністю її рентгенівського спектру. За допомогою WDS методики можна кількісно і якісно визначати елементи у досліджуваному матеріалі починаючи з атомного номера 4 — (Берилій). Нижня межа визначення елемента при цьому становить 0.01 вагового процента, що в абсолютних числах становить 10−14 до 10−15 грама.

## Принцип
За допомогою дії пучка електронів певної енергії на досліджуваний зразок збуджують його атоми, які при цьому емітують властиве кожному хімічному елементу характеристичне рентгенівське випромінювання. Це випромінювання розкладають за допомогою дифракції на природних чи штучних кристалах на різні ділянки в залежності від довжини хвилі. При цьому спектрометр налаштований лише на одну довжину хвилі для її аналізу і лише для одного елемента. Для аналізу інших елементів необхідно змінювати положення спектрометра для детектування іншої довжини хвилі наступного елемента і часто також змінювати кристал для кращої дифракції у цій певній ділянці спектру.
Досліджуючи таким чином певні ділянки енергетичного спектру характеристичного випромінювання при різних довжинах хвиль, можна робити висновки про якісний та кількісний склад зразка.
Для кількісного визначення елементів у досліджуваних об'єктах для порівняння і обрахунку використовують подібні за природою до досліджуваних стандартні зразки з відомим вмістом елементів.

## WDS vs EDX
На противагу до методу енергодисперсійної рентгенівської спектроскопії(EDX) метод дисперсійної рентгенівської спектроскопії за довжиною хвилі має на порядок вищу чутливість та спектральну роздільну здатність. Перевага EDX проявляються у помірі зразу всього рентгенівського спектру, отже і одночасного аналізу всіх елементів, що наявні у об'єкті.